# Дренковска средновековна църква
Средновековната църква в горноджумайското село Дренково (Дреново), България, част от Неврокопската епархия на Българската православна църква датира в 1305 година.

## Архитектура
Храмът е построен в 1305 година според надпис, разчетен в 1931 година от Константин Захариев. Разположен е в местността Гробищата, северно от Марковска махала. Край църквата има средновековно гробище със стари каменни кръстове. В началото на XX век е без покрив и в руини. В архитектурно отношение е едноапсидна, еднокорабна триконхална църква, без нартекс, със силно подчертана кръстовидна форма. Размерите на църквата са дължина 8 m, широчина 5 m и запазена височина 3 m. Входът е от запад, а източната част на храма е полувкопана. Градежът е от варовик, споен с бял хоросан. Сводът е бил от бигор. Църквата има впечатляваща външна пластична украса. В горната част на западната фасада има две двойни арковидни плитки ниши, от двете страни над входа. Върху стенописите има графитен надпис от поп Марин от Рилския манастир с дата 1791 година. Храмът е изоставен вероятно през ΙΙ половина на XIX век.